# Bare skyer beveger stjernene
Bare skyer beveger stjernene é um filme de drama norueguês de 1998 dirigido e escrito por Torun Lian. Foi selecionado como representante da Noruega à edição do Oscar 1999, organizada pela Academia de Artes e Ciências Cinematográficas.

## Elenco
- Thea Sofie Rusten - Maria
- Jan Tore Kristoffersen - Jakob
- Anneke von der Lippe - mãe de Maria
- Jørgen Langhelle - pai de Maria